# Real y Pontificia Universidad Luliana y Literaria de Mallorca
La Real y Pontificia Universidad Luliana y Literaria de Mallorca, también denominada Estudio General Luliano, fue una institución académica predecesora de la Universidad de las Islas Baleares. 
Estaba compuesta de cuatro facultades: Derecho (civil y canónico), Filosofía, Teología y Medicina. Entre sus profesores pueden contarse distinguidos médicos, filósofos y teólogos, y en menor medida, algunos juristas, que alcanzaron cargos relevantes siempre en el ámbito regional. Deben destacarse el célebre lulista P. Raimundo Pasqual y el franciscano Fray Junípero Serra, evangelizador de California.
La Universidad Luliana tuvo un carácter eminentemente conservador, y en lo poco que innovó fue en temas filosóficos y teológicos referentes al lulismo, aunque siempre con graves problemas con la ortodoxia que imponían las órdenes religiosas, en particular los dominicos.

## Historia

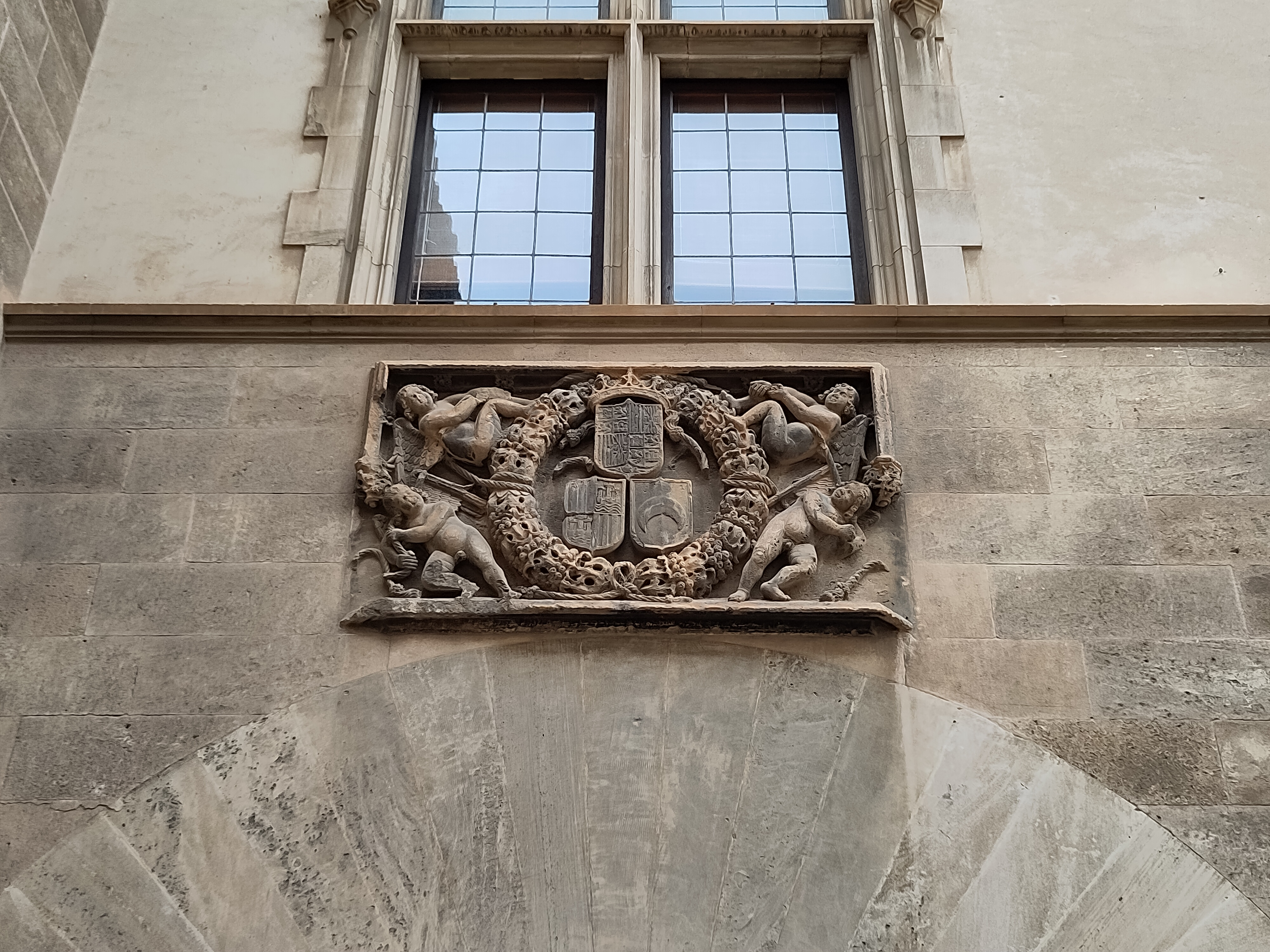
Escudos del Reino de Mallorca y de Fernando el Católico en la entrada de la universidad.

La Universidad fue fundada en 1483 bajo el amparo del estatuto de Córdoba mediante privilegio de Fernando II, el Católico, aunque no entró en pleno funcionamiento hasta 1697, año en el que se hace efectivo su doble patronazgo (real y pontificio), instaurado anteriormente a través de la bula del Papa Clemente X de 1673, ya que, Carlos II promulga las Constitucions, el Statuts i Privilegis de la Universitat Lul·liana de Mallorca. Tenía como objetivo investigar, fomentar y desarrollar la ciencia y cultura de Mallorca, juntamente con el estudio y la difusión de la obra, figura y pensamiento del beato Ramon Llull, si bien cabe decir que fue uno de los motivos de controversias entre lulistas y antilulistas.

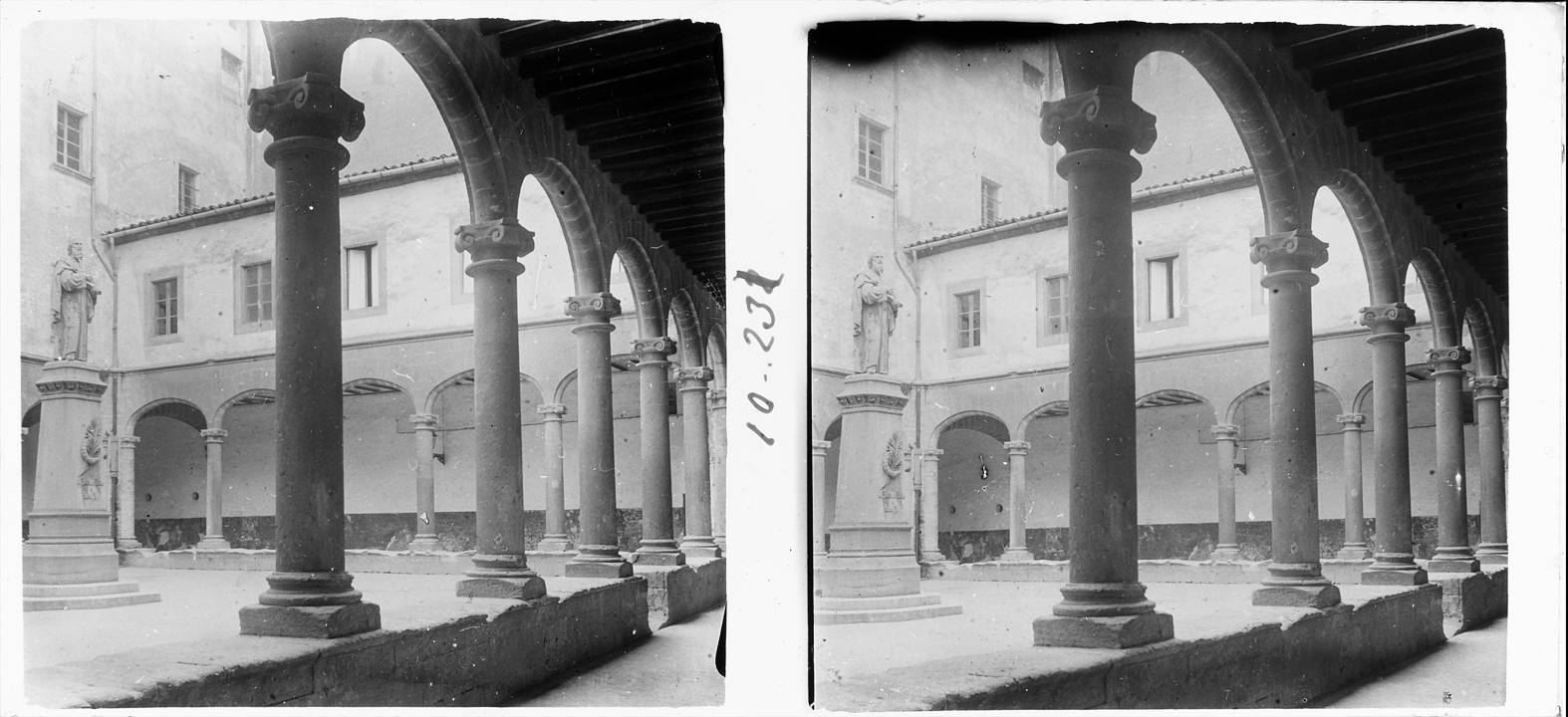
Claustro del edificio del colegio Montesión, donde se instaló durante años el Estudio General Luliano.

Tras la expulsión de los jesuitas de Mallorca en 1767, la universidad se traslada en 1769 al edificio del colegio de Nuestra Señora de Montesión en calle Monti.sion y en el edificio del Estudio General Luliano se instaura la Sociedad Mallorquina de Amigos del País, institución que quería mejorar la educación y los conocimientos de la sociedad mallorquina, en el contexto de reformismo borbónico de Carlos III. En 1816, la universidad vuelve al edificio histórico de calle de Sant Roc.
En 1832, por Orden de Fernando VII, la Universidad fue suprimida y convertida en Seminario Conciliar.